# Christian Manrique
Christian Manrique Díaz (Móstoles, 1998. október 2. –) spanyol labdarúgó, az Alcorcón játékosa.

## Pályafutása
Manrique a spanyol Rayo Vallecano akadémiáján nevelkedett. 2018 nyarán a ciprusi élvonalbeli Omónia Lefkoszíasz csapatához szerződött, a csapatban 2018 és 2020 között tizenkilenc bajnoki mérkőzésen lépett pályára. 2020 és 2022 között az Olimbiakósz Lefkoszíasz csapatában futballozott. 2022 június 6-án a magyar élvonalbeli Debreceni VSC szerződtette. 2024. augusztus 6-án a spanyol harmadosztályú Alcorcón szerződtette.